# 上白糠站

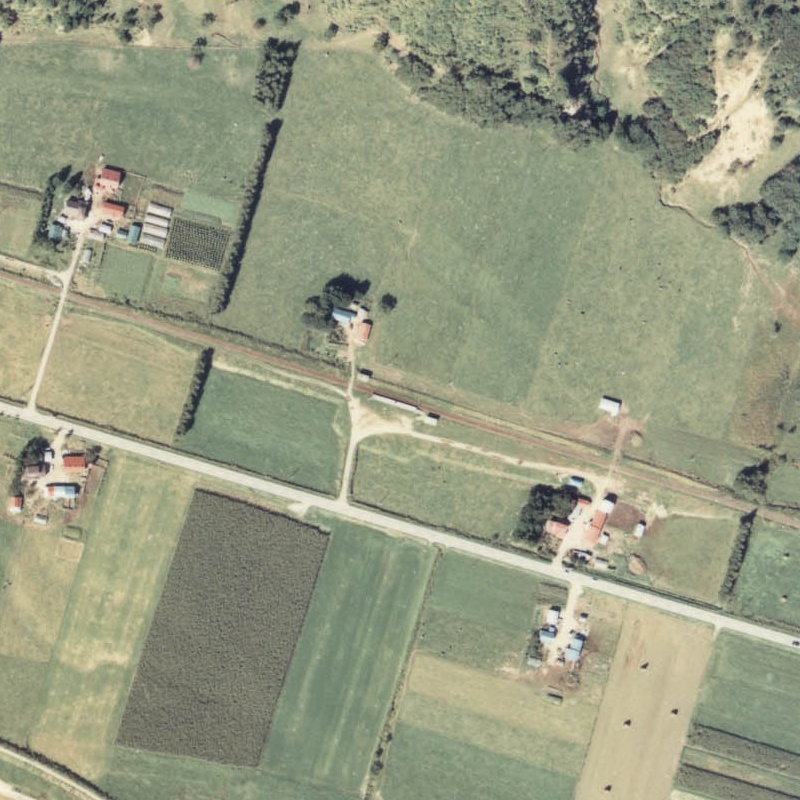
車站周邊的航空相片。圖中央是上白糠站，右邊是白糠站方向，左邊是北進站方向。

上白糠站（日语：／ Kami-Shiranuka eki */?）是位於北海道白糠郡白糠町茶路基線，日本國有鐵道（國鐵）的白糠線車站（廢站）。隨著白糠線廢線，車站在1983年（昭和58年）10月23日廢除。

## 歷史
- 1964年（昭和39年）10月7日 - 日本國有鐵道白糠線 白糠站至上茶路站之間開通，此站啟用[1]。當時為旅客車站[1]。
- 1983年（昭和58年）10月23日 - 白糠線全線廢除，此站也廢除[1]。

### 站名的由來
車站鄰近白糠川的上流，因而得名。

## 車站構造
截至車站廢除前，此站是地面車站，設有1面1線的單式月台。月台位於路軌南邊（北進方向的列車會開啟左邊車門）。在車站啟用時已經是無人車站，沒有車站大樓，月台東邊出入口附近設有候車室。

## 使用狀況
截至1981年度（昭和56年度），1日上下車人次為27人。

## 車站周邊
車站周邊都是乳業農場地帶。
- 國道392號（日语：国道392号）

## 現況
站前廣場和電燈還存在。
截至2001年（平成13年），車站遺址變為空地。截至2010年（平成22年）也是同樣。車站前後的路基和路堤還存在，附近還有「第三大曲橋樑」。

## 相鄰車站
日本國有鐵道
白糠線
白糠－上白糠－（共榮臨時乘降場）－茶路

## 注腳
1. 1 2 3 4 5  石野哲（編）. . JTB. 1998: 895. ISBN 978-4-533-02980-6 （日语）.
2. ↑   第1版. 札幌市: 日本国有鉄道北海道総局. 1973-03-25: 151. ASIN B000J9RBUY （日语）.
3. 1 2 3  書籍《国鉄全線各駅停車1 北海道690駅》（小學館，1983年7月發行）141頁。
4. ↑  書籍《鉄道廃線跡を歩くVII》（JTB出版，2001年1月發行）48頁。
5. 1 2  書籍《新 鉄道廃線跡を歩く1 北海道・北東北編》（JTB出版，2010年4月發行）69頁。
6. ↑  書籍《北海道の鉄道廃線跡》（著：本久公洋，北海道新聞社，2011年9月發行）147頁。